# Iseljavanje Albanaca iz Kosova
Iseljavanje Albanaca iz Kosova je započelo odmah nakon što je Kraljevina Srbija zauzela Kosovo 1912. godine. Paralelno s prinudnim iseljavanjem Albanaca, tekao je proces srpske kolonizacije Kosova.

## Povijest

### Pripajanje Kosova Srbiji
Nasilno iseljavanje Albanaca s Kosova, Metohije, Sandžaka i Makedonije je počelo u prvom balkanskom ratu u listopadu 1912. Prema dokumentima srpske diplomacije, 281.747 ljudi je iseljeno do kolovoza 1914. godine, ne računajući djecu do šest godina. Albanske obitelji su iz novoosvojenih oblasti deportirane preko Grčke u Tursku. Za naseljavanje muslimana iz balkanskih država određena je obala Anadolije, a za Albance vilajeti Alep i Bagdad, u Siriji i Iraku. Na imanja raseljenih Albanaca, srpska vlada je naselila preko 20.000 srpskih obitelji, a vlada Crne Gore je planirala naseliti 5.000 obitelji u Metohiji.

### Iseljavanje iz Kraljevine Jugoslavije
Po povratku srpske vojske 1918. godine, nasilno iseljavanje Albanaca, bez prava povratka, nastavilo se sve do Drugog svjetskog rata. U periodu Kraljevine Jugoslavije, "leteći odredi" vojske, policije i četnika mučili su i ubijali albansko stanovništvo. Od 1918. do 1938. vojska je zapalila i uništila 320 albanskih sela. Samo u razdoblju 1918-1921, ubijeno je 12.346 osoba, zatvoreno 22.160, opljačkano 50.515 kuća i spaljeno 6.125 kuća. Prema podacima Istorijskog instituta u Prištini, u periodu 1919. – 1940. godine je iseljeno ukupno 255.878 muslimana iz Kraljevine Jugoslavije u Tursku, od čega:
- Albanaca: 215.412
- Turaka: 27.884
- Bošnjaka: 2.582

Pored iseljavanja u Tursku, postojala je i velika emigracija u Albaniju. Prema nekim podacima, samo u 1921. godini iz jugoslavenskih oblasti u Albaniju je iselilo oko 40.000 osoba. Osim Turske i Albanije, Albanci su bježali i u Europu i Sjevernu Ameriku, i na taj način je nastala brojna albanska dijaspora u tim zemljama.
Prvi državni kontakti između Kraljevine SHS i Turske oko iseljenja Albanaca ostvareni su 1926. godine, a 1933. je uspostavljena nova platforma Jugoslavenskog ministarstva agrikulture, čija je misao vodilja bila da ekspatrijacija Albanaca može biti postignuta samo kao dugoročan proces, jer ni Jugoslavija nema dovoljno sredstava niti međunarodne okolnosti dozvoljavaju da to bude izvedeno u kratkom roku. Po zavođenju diktature, Kraljevina Jugoslavija je intenzivirala etničko čišćenje Albanaca, u čemu je vodeću ulogu imao Srpski kulturni klub, podržan od državne administracije.
Jugoslavenske vlasti su 1935. održale sastanak predstavnika pet ministarstava i Generalštaba na kome je sastavljen projekat „o iseljenju neslovenskog elementa iz Južne Srbije“. Među njegovim zaključcima dominira potreba hitnog donošenja bilateralnih konvencija s Turskom i Albanijom. Dogovorom je predviđeno oslobađanje od svih poreza i vojne obveze za one koji bi se dobrovoljno odrekli jugoslavenskog državljanstva i besplatan prijevoz za one koji bi svoju nepokretnu imovinu ostavili državi. Prijedlozi Generalštaba su prihvaćeni kao mjere za „uspešnije i brže iseljavanje neslovenskog življa“ u Tursku i Albaniju. Mjere su podrazumijevale i suzbijanje propagande protiv iseljavanja koja se vodila iz Tirane, češće pozivanje albanskih regruta iz graničnih područja na vojne vježbe, zabranu primanja u državnu službu „lica koja dolaze u obzir za iseljenje“, premještaj neslavenskih činovnika u druge krajeve zemlje, „nacionalizovanje geografskih objekata i osobnih prezimena“ itd.
Turska je početkom 1936. izrazila spremnost zaključiti s Jugoslavijom formalni sporazum o iseljavanju 200.000 stanovnika "koji su srodni po mentalitetu turskom, te će se u Turskoj lako asimilirati".
Kritizirajući politiku dugotrajnog iseljavanja Albanaca, srpski akademik i političar Vasa Čubrilović predlaže načine za rješavanje "albanskog problema" masovnim etničkim čišćenjem Kosova od Albanaca. Čubrilović je 1937. godine izradio projekat isterivanja Albanaca za Stojadinovićevu vladu, koji su trebale sprovesti državne vlasti.
Beogradska vlast je organizirala paravojne formacije četnika, koje su predvodili Kosta Pećanac, Milić Krstić, Jovan Babunski, Vasilije Trbić i drugi, koji su organizirali kaznene ekspedicije vršeći nasilje, teror i organiziranu pljačku. 7. oktobra 1938. Ministarstvo vojske Kraljevine Jugoslavije naređuje da se nastavi akcija iseljavanja Albanaca, a komanda III. armije predlaže mjere kojima treba "smišljeno, sistematski, ali i energično" sprovoditi ovu akciju, dovoditi srpski elemenat i nastojati da se u što skorije vrijeme jake kompaktne mase arnautske razbiju. Armija pritom ukazuje i na značajnu ulogu koju trebaju odigrati Crkva, narodna obrana i privatna inicijativa.
U vrijeme veoma teškog razdoblja za Albance pod srpskom monarhističkom upravom, Komunistička partija Jugoslavije je djelovala na Kosovu i Metohiji, zalažući se za autonomiju i bratsku ravnopravnost naroda, a protiv iseljavanju Albanaca u Tursku, oduzimanju njihove zemlje i teroru prema njima.

### Jugoslavensko-turska konvencija
Državne aktivnosti na iseljavanju muslimana kulminirale su potpisivanjem jugoslavensko-turske konvencije. Od 9. do 11. srpnja 1938. je u Istanbulu održan niz sastanaka na pripremanju Jugoslavensko-turskog sporazuma o iseljenju Albanaca. Strane su se usuglasile da u roku od šest godina rasele 40.000 albanskih obitelji s Kosova, Makedonije i Crne Gore u puste oblasti Anatolije. Jugoslavensko-turska konvencija je potpisana 11. srpnja 1938. godine, a trebala je stupiti na snagu kada je ratificiraju parlamenti obe zemlje. Iseljavanjem Albanaca trebala se osloboditi obradiva zemlja za Srbe iz pasivnih krajeva. Član 2. konvencije je predviđao kompletnu ekspatrijaciju Albanaca iz mnogih gradova, među kojima su: Prizren, Uroševac, Priština, Kačanik, Gnjilane, Preševo, Peć, Istok, Mitrovica, Đakovica, Vučitrn, Drenica i drugi. Za prvih pet godina, od 1939. do 1944., bilo je predviđeno da se u Tursku iseli 25.000 albanskih obitelji, i to sljedećom dinamikom: 
- 4000 obitelji 1939.,
- 6000 obitelji 1940.,
- 7000 obitelji 1941. i 1942., i
- 8000 obitelji 1943. i 1944.

Prema sporazumu, jedna obitelj je mogla imati do 250 članova, pa je 40.000 obitelji moglo iznositi i više milijuna ljudi. Ratifikaciju i realizaciju ove konvencije omeli su financijski nesporazumi, albanska kampanja protiv iseljavanja i izbijanje Drugog svjetskog rata. Iako ovaj sporazum nije ratificiran niti sproveden kako je planirano, imao je teške posljedice na položaj i budućnost albanske populacije.

## Posljedice
Kao posljedica dugogodišnjeg etničkog čišćenja i kolonizacije albanskih oblasti, došlo je do značajnih izmjena u etničkoj strukturi stanovništva. Također, zbog primjene nasilnih mjera odnosi između etničkih grupa su postali jako napeti, posebno između albanskih starosjedioca i srpskih kolonista, što je imalo posljedica na produbljenje srpsko-albanskog sukoba.

## Vanjske poveznice
- Expulsions of Albanians and Colonisation of Kosova